# Конвергенция (Венесуэла)
«Конвергенция» (исп. Convergencia) — правоцентристская христианско-демократическая и социально-консервативная партия Венесуэлы. В первые годы носила название «Национальная конвергенция» (исп. Convergencia Nacional). Основана в 1993 году бывшим президентом Венесуэлы (1969—1974) Рафаэлем Кальдерой, покинувшим со своими сторонниками основанную им социально-христианскую партию КОПЕЙ. Лозунг — «Приверженность солидарности» (исп. Un compromiso de solidaridad).
«Конвергенция» защищает частную собственность, придерживается модели социально-ориентированной рыночной экономики, признаёт семью в качестве основного института общества.

## История
Серьёзный экономический и политический кризис 1980—1990-х годов, усугублённый обвинениями в коррупции в адрес двух президентов подряд, Хайме Лусинчи и Карлоса Андреса Переса (оба от партии Демократическое действие), привёл к крушению пакта Пунто Фихо, который длительное время способствовал сохранению политической стабильности в Венесуэле. Вместе с пактом рухнула и двухпартийная система, в рамках которой страной долгое время управляли социал-демократическая партия Демократическое действие и социал-христианская КОПЕЙ, сложившаяся в конце 1960-х годов.
Основатель и многолетний лидер КОПЕЙ Рафаэль Кальдера, уже избиравшийся ранее президентом Венесуэлы, решил выдвинуться свою кандидатуру на пост главы государства в шестой раз. Не сумев заручиться поддержкой внутри своей партии, он и его сторонники покидают КОПЕЙ и основывают новую организацию, названную «Национальная конвергенция». Кальдера смог получить поддержку ряда малых партий от крайне левых до центристских, среди которых были Коммунистическая партия Венесуэлы, Народное избирательное движение, Движение к социализму, Демократический республиканский союз, Движение национальной целостности и другие. Благодаря широкой коалиции и воспользовавшись ослаблением обеих ведущих партий Венесуэлы, Кальдера добился избрания президентом, набрав 30,46 % голосов избирателей. На парламентских выборах того же года новая партия стала четвёртой в Венесуэле. получив около 14 % голосов, что обеспечило ей 26 мест в Палате депутатов и 6 в Сенате.
В 1995 году губернатором Яракуя был избран 32-летний мэр муниципалитета Пенья Эдуардо Катено Лапи Гарсия, ранее один из руководителей молодёжной группы КОПЕЙ в городе Яритагуа. За Лапи отдали свои голоса 45,77 % избирателей.
После завершения полномочий президента Кальдера «Конвергенция» не смогла сохранить своё влияние и фактически превратилась в региональную партию, пользуясь поддержкой в родном штате Кальдеры Яракуй. В президентских выборах 1998 и 2000 года партия не участвовала, приняв участие только в парламентских. В 1998 году на выборах в Национальный конгресс «Конвергенция» набрала около 2,4 % голосов, завоевав 6 мест в Палате депутатов и 3 в Сенате. В том же 1998 году Эдуардо Лапи был переизбран губернатором на второй срок, получив 56,0 %.
Позиции партии были ослаблены тем, что в преддверии региональных выборов 2000 года губернатор Эдуардо Лапи создаёт свою партию, названную «Достижения Яракуя» (англ. Lo Alcanzado por Yaracuy, LAPY). Впрочем, обе партии нередко выступали на выборах общим списком. В частности, они вместе участвовали в выборах в Национальную ассамблею в 2000 году, наберя 1,07 % и завоевав 4 мандата из 165, в том числе трое были избраны по округу в Яракуе от LAPY и один по списку от «Конвергенции».
В том же 2000 году партии вместе приняли участие в региональных выборах в штате Яракуй. Эдуардо Лапи был переизбран губернатором на третий срок, получив 51,32 %. На выборах в законодательное собрание штата альянс Con-LAPY завоевал 6 мест из 7, в том числе 4 депутата были избраны от LAPY по округам и 2 депутата избраны от «Конвергенции» по списку.
В 2004 году альянс Con-LAPY вновь одержал победу на выборах в законодательное собрание штата Яракуй, завоевав 5 мест из 7. 3 депутата были избраны по списку «Конвергенции», ещё законодателя были избраны по округу от LAPY. В то же время альянс проиграл на губернаторских выборах, на которых Лапи получил только 47,41 % голосов. В 2005 году альянс Con-LAPY последовал примеру ведущих оппозиционных партий Венесуэлы и решил отозвать все свои кандидатуры на парламентских выборах.

Ведущие оппозиционные партии на президентских выборах 2006 года по штатам

В 2006 году альянс Con-LAPY решил поддержать единого кандидата на пост президента от оппозиции Мануэля Росалеса, губернатора крупнейшего в Венесуэле штата Сулия и лидера левоцентристской партии «Новое время». «Конвергенция» принесла Росалесу 59 183 голоса (0,5 % от общего количества голосов или 1,38 % от голосов отданных за кандидата). Наилучшего результата партия добилась в штате Яракуй, сумев привлечь в поддержку Росалеса 38 404 голоса из 86 585 отданных за кандидата оппозиции в этом штате.
В конце 2007 года в «Конвергенции» произошёл раскол, в результате которого была создана региональная партия «Все мы Яракуй» (исп. Yaracuy Somos Todos, YST).
На региональных выборах 23 ноября 2008 года Эдуардо Лапи, в тот момент уже сбежавший от преследований со стороны режима Уго Чавеса в Перу, вновь попытался стать кандидатом на пост губернатора штата Яракуй, но ему не разрешили зарегистрировать свою кандидатуру. Тогда было решено выдвинуть на пост губернатора его брата, Филиппо Лапи, мэра муниципалитета Пенья, который проиграл выборы, получив только 28,91 %, из них 65 % ему принесла партия «Конвергенция». Кроме того, оппозицию ждал провал на выборах в законодательное собрание штата, по итогам которых она завоевала всего одно место из 7 (по списку «Конвергенции»), а также на выборах мэров во всех муниципалитетах штата.
На парламентских выборах 26 сентября 2010 года список блока «Круглый стол демократического единства» (исп. Mesa de la Unidad Democrática, MUD) в штате Яракуй возглавил член «Конвергенции» Бьяджио Пилиери, бывший мэр муниципалитета Брусуаль, на тот момент находившийся под арестом по обвинению в хищении и присвоении государственных средств. Даже после оправдания судом присяжных, Пилиери по требования прокуратуры был оставлен под арестом. По итогам выборов «Конвергенция» набрала 0,3 % голосов по всей стране и 19,48 % в штате Яракуй, что позволило получить партии одно место в Национальной ассамблее, которое должен был занять Пилиери как лидер списка. Несмотря на своё избрание он был освобождён и приведён к присяге в качестве депутата только несколько месяцев спустя, во многом связи с голодовкой студентов.
На президентских выборах 7 октября 2012 года «Конвергенция» поддержала единого кандидата античавистской оппозиции Энрике Каприлеса, губернатора второго в стране по населению штата Миранда и лидера социально-либеральной партии «За справедливость».
12 февраля 2012 года Пилиери стал единым кандидатом в губернаторы от оппозиции, выиграв праймериз блока MUD, получив 76,1 % голосов. Но выборы губернатора 16 декабря 2012 года, Пилиери проиграл, получив 37,76 % голосов, из которых 35,2 % (13,29 % от общего числа голосов) принесла ему партия «Конвергенция». Этот результат стал самым низким с момента основания партии. Тем не менее, она по-прежнему остаётся главной оппозиционной партии в штате Яракуй, что, в частности, подтвердили итоги выборов в законодательное собрание штата. На них «Конвергенция» набрала 13,97 % голосов, пропустив вперёд только правящую Единую социалистическую партию Венесуэлы.
На досрочных президентских выборах 14 апреля 2013 года «Конвергенция» вновь поддержала Энрике Каприлеса, проигравшего преемнику Чавеса Николасу Мадуро.